# Castello di Caerlaverock
Il castello di Caerlaverock si trova nella riserva naturale dell'estuario del Solway, non lontano dalla città di Dumfries in Scozia; la costruzione risale al tardo XIII secolo.

## I proprietari
Il castello di Caerlaverock è un castello di forma triangolare, circondato da un fossato. Anticamente il castello era di proprietà del Clan Maxwell mentre ora appartiene all'Historic Scotland ed è una grande attrazione turistica.
I costruttori della struttura furono gli uomini dei Maxwell le cui origini vanno rintracciate in Maccus che diede il nome al clan nel corso dell'XI secolo, il nipote di questi, John de Maccuswell (morto nel 1241) è registrato come il primo proprietario del castello che rimase in mano alla famiglia per secoli passando talvolta attraverso linee di parentela collaterali. Robert de Maxwell di Caerlaverock (morto nel 1409) fece ricostruire parte dell'edificio e gli successe Herbert Maxwell (morto nel 1420) che sposò Katherine Stewart.

## La storia
Il castello non sorse sul niente, al suo posto era già stato costruito secoli addietro un forte romano ed uno dei britanni era stato in uso sulla collina nei pressi fino al 950. Intorno al 1220 re Alessandro II di Scozia diede a John de Maccuswell i diritti su quelle terre designandolo come Guardiano dei Confini occidentali. John provvide quindi ad innalzare il castello a circa 200 m. rispetto a dove sorge quello visibile attualmente, lo costruì in pietra, uno dei primi ad essere costruito in quel modo. L'edificio venne circondato da un fossato con un ponte che dava l'accesso sulla parte nord, di questa parte originale rimane poco più che qualche muro perché nel 1270 suo nipote Herbert lo ricostruì quasi del tutto.
Essendo così vicino ai confini con l'Inghilterra Caerlaverock dovette essere sempre ben difeso e numerose volte dovette affrontare degli attacchi, uno di questi fu l'assedio compiuto nel 1300 da Edoardo I d'Inghilterra che portò con sé 87 baroni ed anche diversi nobili provenienti dalla Bretagna e dalla Lorena. Allora il castello era nelle mani di Eustace Maxwell che riuscì a respingere gli attacchi inglesi diverse volte, quando alla fine furono costretti ad arrendersi si scoprì che poco più di sessanta uomini erano riusciti a tenere la propria posizione per così tanto tempo. Qualche anno dopo Caerlaverock venne ridato ad Eustace che fu un sostenitore della causa di Giovanni di Scozia e nel 1312 ricevette da Edoardo I la somma di 20£ per meglio difendere la zona. Più tardi comunque Eustace si schierò con Robert Bruce ed Edoardo lo assediò nuovamente questa volta con maggior successo tanto che Eustace non volendolo far cadere in mano inglese lo fece smantellare, gesto che gli fruttò una ricompensa da Bruce.
L'edificio fu di nuovo parzialmente ricostruito nel XV secolo e nel 1640 i Maxwell dovettero affrontare un altro assedio questa volta contro i protestanti al termine del quale abbandonarono il castello definitivamente. La battaglia demolì il muro meridionale e la torre così come si vedono oggi.